# UCアンダーカバー 特殊捜査班
『UCアンダーカバー 特殊捜査班』（ユーシーアンダーカバー とくしゅそうさはん 原題: UC: Undercover ）は、アメリカ合衆国のテレビドラマシリーズ。NBCで2001年9月30日から2002年3月23日にかけて放送された。日本ではテレビ東京およびAXNで放送された。

## キャスト
※括弧内は日本語吹替
- フランク・ドノバン - オデッド・フェール（寺杣昌紀）
- ジェイク・ショー - ジョン・セダ（宮内敦士）
- アレックス・クロス - ヴェラ・ファーミガ（岡寛恵）
- モニカ・デイヴィス - ブルックリン・ハリス（朴璐美）
- コーディ - ジャレッド・ポール（蓮池龍三）
- ジャック・“ソニー”・ウォーカー - ウィリアム・フォーサイス（壌晴彦）

## エピソード
1. 命懸けの囮捜査!危険度100%!!凶悪強盗団に潜入 Life on the Wire
2. 潜入指令・麻薬売買の現場をおさえよ!捜査官死亡 Kiss Tomorrow Goodbye
3. 誘拐犯と交渉せよ!元人質交渉人との緊迫の知能戦 Of Fathers and Sons
4. 潜入指令・米国麻薬王と中国マフィア壮絶組織抗争 Once Upon a Time...in the Hood
5. 闇の宝石仲買人になれ!!決死の密売盗品ルート潜入 Honor Among Thieves
6. 組織犯罪か!?ニセ札製造団取引現場に元捜査官の影 Nobody Rides for Free
7. エリート警官裏の顔を暴け!正義か友情か命の選択 City on Fire
8. 暴動刑務所に潜入!!囚人虐待を暴く女捜査官の秘事 The Siege
9. 銀行襲撃立てこもりそのとき人質に何がおこったか Zero Option
10. 米政府・ボリビア軍麻薬カルテルを巡る暗闘の結末 Hunting Armando
11. 悲報!潜入捜査官爆死す!執念の再潜入に衝撃事実 Teddy C
12. 殺人・強姦・放火!病んだ男達の凶行に今夜終止符 Manhunt
13. 退路なし!命を賭けた最後の戦い・驚きの黒幕とは The Sins of Sonny Walker

## テレビ東京系での放送
- 放送期間：2003年12月8日 - 2004年3月15日
- 放送時間：月曜日22：00～22：54（JST）

| テレビ東京系 月曜22：00枠（ここまで海外ドラマ枠） | テレビ東京系 月曜22：00枠（ここまで海外ドラマ枠） | テレビ東京系 月曜22：00枠（ここまで海外ドラマ枠） |
| 前番組                                            | 番組名                                            | 次番組                                            |
| ------------------------------------------------- | ------------------------------------------------- | ------------------------------------------------- |
| CSI:科学捜査班 （シーズン1）                      | UCアンダーカバー 特殊捜査班                       | 快適!住まいるナビ                                 |